# Fortes da Serra da Aguieira

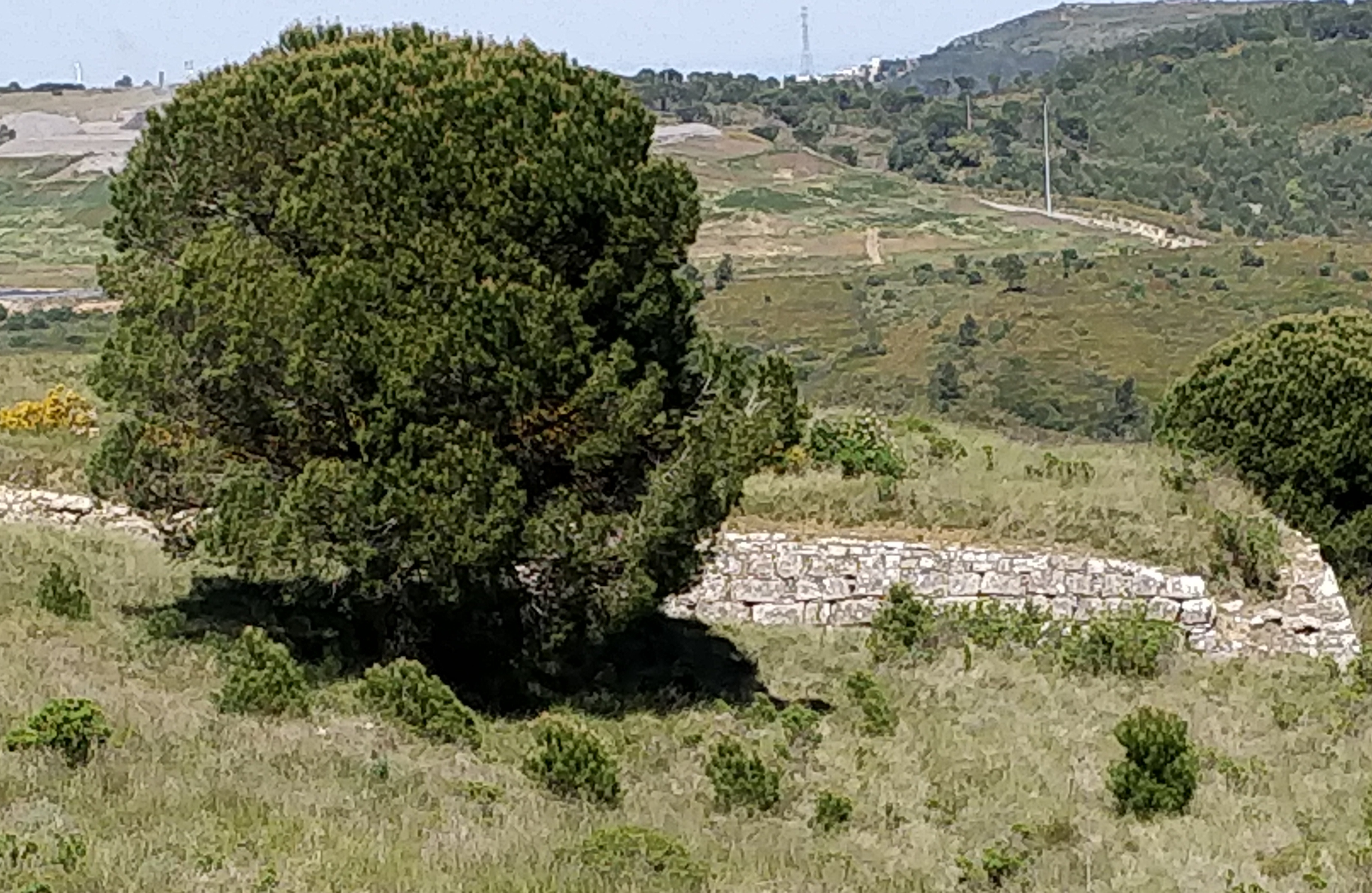
Vista do Forte da Aguieira desde o Forte da Portela Grande

Os Fortes da Serra da Aguieira eram três fortes construídos a 100 metros uns dos outros no âmbito da segunda linha de defesa das chamadas Linhas de Torres Vedras, que foram construídas pelas forças anglo-portuguesas em 1810 em fim de proteger a capital portuguesa, Lisboa, de uma possível invasão pelos franceses durante a Guerra Peninsular. Os fortes situam-se no concelho de Vila Franca de Xira, distrito de Lisboa, Portugal. De norte a sul os três fortes são o Forte da Aguieira, o Forte da Portela Grande e o Forte da Portela Pequena.